# Theobroma mammosum
Theobroma mammosum är en malvaväxtart som beskrevs av José Cuatrecasas och J. Leon. Theobroma mammosum ingår i släktet Theobroma och familjen malvaväxter. Inga underarter finns listade i Catalogue of Life.